# Amaim Warrior at the Borderline
Amaim Warrior at the Borderline (境界戦機?, Kyōkai senki) è una serie televisiva anime prodotta da Sunrise Beyond e trasmessa in Giappone dal 5 ottobre 2021 al 28 giugno 2022. Il secondo cour è stato pubblicato in simulcast su Crunchyroll con sottotitoli italiani.

## Trama
In seguito alla crisi economica e sociale riscontrata in Giappone nella metà del XX secolo, altre nazioni hanno prestato il loro supporto finendo però in competizione tra di loro. Ne scaturì una guerra di confine terminata solo nel 2061, anno in cui il Giappone rimane sotto l'occupazione delle potenze militari straniere e la popolazione autoctona viene trattata come un oggetto in mano ai soldati. Gli eserciti fanno uso di potenti mezzi meccanici denominati AMAIM, guidati da un pilota umano e talvolta da un'intelligenza artificiale che agevola alcune manovre al pilota. Il giovane Amou Shiiba si imbatte in uno di questi mezzi e conosce Gai, l'intelligenza artificiale con cui imparerà a manovrare il robot. Il ragazzo viene trascinato dagli eventi in un gruppo di fuorilegge che esercita la resistenza contro il nemico e protegge i cittadini giapponesi indifesi.

## Personaggi
Amou Shiiba (椎葉 アモウ?, Shiiba Amō)
Doppiato da: Gen Satō
È il protagonista della storia, all'inizio per timore abbandona l'idea di entrare nella resistenza ma ritorna sui suoi passi dopo aver provato il dolore della perdita di una persona cara.
Gashin Tezuka (鉄塚 ガシン?, Tezuka Gashin)
Doppiato da: Yūto Uemura
Un ragazzo introverso perfino con i suoi compagni di combattimento. Ha deciso di unirsi alla resistenza per vendicare suo padre.
Shion Shishibe (紫々部 シオン?, Shishibe Shion)
Doppiata da: Kana Ichinose
Una ragazza che ama mettersi in gioco per gli altri anche se non crede molto nelle sue potenzialità.
Intelligenze artificiali
Portano il loro supporto sia tecnico che morale mostrandosi ai loro padroni su degli schermi digitali o facendo sentire solo la loro voce sugli orecchini che indossano. Quelle che sono al fianco dei tre protagonisti hanno l'aspetto di piccoli fantasmini colorati e spesso finiscono per bisticciare tra di loro. Gai (ガイ?) accompagna Amou, Kai (ケイ?) Gashin e Nayuta (ナユタ?) Shion. Sono doppiati rispettivamente da Natsumi Fujiwara, Yui Ishikawa e Taishi Murata.

## Episodi

### Prima stagione
| Nº | Titolo italiano (traduzione letterale) Giapponese 「Kanji」 - Rōmaji                   | In onda          | In onda |
| Nº | Titolo italiano (traduzione letterale) Giapponese 「Kanji」 - Rōmaji                   | Giapponese       |         |
| 1  | Attivazione 「起動」 - Kidō                                                            | 5 ottobre 2021   |         |
| 2  | Partenza 「船出」 - Funade                                                             | 12 ottobre 2021  |         |
| 3  | Motivi per combattere 「戦う理由」 - Tatakau riyū                                      | 19 ottobre 2021  |         |
| 4  | Separazione 「別離」 - Betsuri                                                         | 26 ottobre 2021  |         |
| 5  | Determinazione 「決意」 - Ketsui                                                       | 2 novembre 2021  |         |
| 6  | Viaggio 「旅路」 - Tabiji                                                              | 9 novembre 2021  |         |
| 7  | Soppressione 「討伐」 - Tōbatsu                                                        | 16 novembre 2021 |         |
| 8  | Percorso di rinascita 「再生の槌音」 - Saisei no tsuchioto                             | 23 novembre 2021 |         |
| 9  | Città autonoma 「自治区」 - Jichiku                                                    | 30 novembre 2021 |         |
| 10 | Spedizione 「遠征」 - Ensei                                                            | 7 dicembre 2021  |         |
| 11 | Accerchiamento 「包囲網」 - Hōimō                                                      | 14 dicembre 2021 |         |
| 12 | Battaglia sulle isole Oki (parte 1) 「隠岐の島戦（前編）」 - Oki no shima-sen (zenpen) | 21 dicembre 2021 |         |
| 13 | Battaglia sulle isole Oki (parte 2) 「隠岐の島戦（後編）」 - Oki no shima-sen (kōhen)  | 28 dicembre 2021 |         |

### Seconda stagione
| Nº | Titolo italiano Giapponese 「Kanji」 - Rōmaji                                              | In onda        | In onda |
| Nº | Titolo italiano Giapponese 「Kanji」 - Rōmaji                                              | Giapponese     |         |
| 14 | Otto mesi dopo 「8ヶ月後」 - Hachikagetsugo                                                | 12 aprile 2022 |         |
| 15 | Ritrovarsi 「再会」 - Saikai                                                               | 19 aprile 2022 |         |
| 16 | Scontro feroce 「激闘」 - Gekitō                                                           | 26 aprile 2022 |         |
| 17 | Tryvecta 「トライヴェクタ」 - Toraivekuta                                                  | 3 maggio 2022  |         |
| 18 | Santuario 「保護区」 - Hogoku                                                              | 10 maggio 2022 |         |
| 19 | Anniversario 「記念日」 - Kinenbi                                                          | 17 maggio 2022 |         |
| 20 | La nuova organizzazione congiunta giapponese 「新日本協力機構」 - Shin nihon kyōryoku kikō | 24 maggio 2022 |         |
| 21 | Accenni di tumulto 「動乱の兆し」 - Dōran no kizashi                                       | 31 maggio 2022 |         |
| 22 | Fuggitivi 「逃亡者」 - Tōbōsha                                                             | 7 giugno 2022  |         |
| 23 | Scoppia la guerra 「開戦」 - Kaisen                                                        | 14 giugno 2022 |         |
| 24 | Sul fronte di Hokuriku (prima parte) 「北陸戦線（前編）」 - Hokuriku sensen (zenpen)       | 21 giugno 2022 |         |
| 25 | Sul fronte di Hokuriku (seconda parte) 「北陸戦線（後編）」 - Hokuriku sensen (kōhen)      | 28 giugno 2022 |         |